# Division IIA du Championnat du monde féminin de hockey sur glace 2019
Navigation
Division IIA 2018 Division IIA 2020
Le tournoi de la Division IIA du Championnat du monde féminin de hockey sur glace 2019 se déroule à Dumfries en Grande-Bretagne du 2 au 8 avril 2019.

## Format de la compétition
Le Championnat du monde féminin de hockey sur glace est un ensemble de plusieurs tournois regroupant les nations en fonction de leur niveau. Les meilleures équipes disputent le titre dans la Division Élite.
Les 10 équipes de la Division Élite sont réparties en deux groupes de 5 : les mieux classées dans le groupe A et les autres dans le groupe B. Chaque groupe est disputé sous la forme d'un championnat à matches simples. Les 5 équipes du groupe A sont qualifiés d'office pour les quarts de finale, de même que les 3 premiers du groupe B. Les 2 derniers du groupe B sont relégués en division inférieure lors de l'édition 2020. 
Pour les autres divisions qui comptent 6 équipes (sauf le groupe de Qualification pour la Division IIB qui en compte 5), les équipes s’affrontent entre elles et, à l'issue de cette compétition, le premier est promu dans la division supérieure et le dernier est relégué dans la division inférieure.
Lors des phases de poule, les points sont attribués ainsi :
- 3 points pour une victoire dans le temps réglementaire ;
- 2 points pour une victoire en prolongation ou aux tirs de fusillade ;
- 1 point pour une défaite en prolongation ou aux tirs de fusillade ;
- 0 point pour une défaite dans le temps réglementaire.

## Officiels
La fédération internationale a désigné 11 officiels pour ce tournoi.
| Arbitres                                                               | Juges de ligne |
| ---------------------------------------------------------------------- | --- |
| - Vanessa Morin - Fu Zhennan - Ainslie Gardner - Sintija Čamane        | \| - Lorna Beresford - Wong Tsui Yi - Oksana Shestakova - Lorna Beresford \| - Joanna Pobożniak - Ekaterina Smirnova - Jennifer Cameron \| |
| - Lorna Beresford - Wong Tsui Yi - Oksana Shestakova - Lorna Beresford | - Joanna Pobożniak - Ekaterina Smirnova - Jennifer Cameron                                                                                 |

## Matches
| 2 avril | Espagne | 4-3 (TB) (0-0, 1-2, 2-1, 0-0, 1-0) | Slovénie | Ice Bowl 507 spectateurs |

| Feuille de match | Feuille de match | Feuille de match            | Feuille de match | Feuille de match                                                             |
| ---------------- | --- | --------------------------- | --- | ---------------------------------------------------------------------------- |
|                  | Sans — 24 min 6 s (IN) - L. Abrisqueta (Álvarez, V. Abrisqueta) — 43 min 27 s (SN) L. Abrisqueta (Ramos) — 47 min 37 s (SN) - Rivera — 65 min (TB) | 1-0 1-1 1-2 2-2 3-2 3-3 4-3 | - Blazinšek (Confidenti, Pren) — 36 min 20 s (SN) Blazinšek (Lončar, Pren) — 38 min 30 s - Confidenti (Pren) — 49 min 28 s - | Arbitrage : Fu Zhennan Juges de lignes : Lorna Beresford et Joanna Pobożniak |
| Gonzalo          | Gardiens | P. Dukarič                  | | Arbitrage : Fu Zhennan Juges de lignes : Lorna Beresford et Joanna Pobożniak |
| 12 min           | Pénalités | 10 min                      | | Arbitrage : Fu Zhennan Juges de lignes : Lorna Beresford et Joanna Pobożniak |
| 42               | Tirs | 32                          | | Arbitrage : Fu Zhennan Juges de lignes : Lorna Beresford et Joanna Pobożniak |

| 2 avril | Corée du Nord | 2-4 (2-3, 0-1, 0-0) | Mexique | Ice Bowl 192 spectateurs |

| Feuille de match | Feuille de match                                                  | Feuille de match        | Feuille de match | Feuille de match                                                               |
| ---------------- | ----------------------------------------------------------------- | ----------------------- | --- | ------------------------------------------------------------------------------ |
|                  | Jong (Kim H., Hwang Chung-g.) — 2 min 38 s Kim H. — 12 min 42 s - | 1-0 2-0 2-1 2-2 2-3 2-4 | - Téllez (J. Rojas) — 14 min 54 s J. Rojas (Cruz) — 16 min 5 s J. Rojas (Téllez, G. Rojas) — 18 min 39 s Téllez (G. Rojas) — 33 min 6 s | Arbitrage : Sintija Čamane Juges de lignes : Amy Campbell et Oksana Shestakova |
| Ri               | Gardiens                                                          | Rentería                | | Arbitrage : Sintija Čamane Juges de lignes : Amy Campbell et Oksana Shestakova |
| 4 min            | Pénalités                                                         | 6 min                   | | Arbitrage : Sintija Čamane Juges de lignes : Amy Campbell et Oksana Shestakova |
| 33               | Tirs                                                              | 14                      | | Arbitrage : Sintija Čamane Juges de lignes : Amy Campbell et Oksana Shestakova |

| 2 avril | Australie | 1-2 (0-1, 0-0, 1-1) | Grande-Bretagne | Ice Bowl 462 spectateurs |

| Feuille de match | Feuille de match               | Feuille de match | Feuille de match                                            | Feuille de match                                                                   |
| ---------------- | ------------------------------ | ---------------- | ----------------------------------------------------------- | ---------------------------------------------------------------------------------- |
|                  | - Clark-Crumpton — 58 min 50 s | 0-1 0-2 1-2      | Scoon (Bloom, Allen) — 15 min 34 s Headland — 50 min 17 s - | Arbitrage : Vanessa Morin Juges de lignes : Jennifer Cameron et Ekaterina Smirnova |
| Coonan           | Gardiens                       | Jackson          |                                                             | Arbitrage : Vanessa Morin Juges de lignes : Jennifer Cameron et Ekaterina Smirnova |
| 6 min            | Pénalités                      | 4 min            |                                                             | Arbitrage : Vanessa Morin Juges de lignes : Jennifer Cameron et Ekaterina Smirnova |
| 19               | Tirs                           | 32               |                                                             | Arbitrage : Vanessa Morin Juges de lignes : Jennifer Cameron et Ekaterina Smirnova |

| 4 avril | Corée du Nord | 4-2 (1-0, 1-2, 2-0) | Australie | Ice Bowl 452 spectateurs |

| Feuille de match | Feuille de match                                                                                          | Feuille de match        | Feuille de match                                              | Feuille de match                                                      |
| ---------------- | --- | ----------------------- | ------------------------------------------------------------- | --------------------------------------------------------------------- |
|                  | Kim Un-j. (Hwang S.) — 1 min 32 s - Jang — 31 min 44 s - Jong — 49 min 8 s (IN) Jong (Choe) — 57 min 23 s | 1-0 1-1 2-1 2-2 3-2 4-2 | - Walker — 29 min 53 s - van der Wolf (Tihema) — 39 min 7 s - | Arbitrage : Fu Zhennan Juges de lignes : Amy Campbell et Wong Tsui Yi |
| So               | Gardiens                                                                                                  | Coonan                  |                                                               | Arbitrage : Fu Zhennan Juges de lignes : Amy Campbell et Wong Tsui Yi |
| 8 min            | Pénalités                                                                                                 | 6 min                   |                                                               | Arbitrage : Fu Zhennan Juges de lignes : Amy Campbell et Wong Tsui Yi |
| 28               | Tirs | 30                      |                                                               | Arbitrage : Fu Zhennan Juges de lignes : Amy Campbell et Wong Tsui Yi |

| 4 avril | Mexique | 0-2 (0-1, 0-1, 0-0) | Espagne | Ice Bowl 271 spectateurs |

| Feuille de match | Feuille de match | Feuille de match | Feuille de match                                                              | Feuille de match                                                                  |
| ---------------- | ---------------- | ---------------- | ----------------------------------------------------------------------------- | --------------------------------------------------------------------------------- |
|                  | -                | 0-1 0-2          | Muñoz (L. Danielsson) — 2 min 48 s Muñoz (S. Danielsson, López) — 36 min 49 s | Arbitrage : Ainslie Gardner Juges de lignes : Lorna Beresford et Jennifer Cameron |
| Rentería         | Gardiens         | Gonzalo          |                                                                               | Arbitrage : Ainslie Gardner Juges de lignes : Lorna Beresford et Jennifer Cameron |
| 8 min            | Pénalités        | 12 min           |                                                                               | Arbitrage : Ainslie Gardner Juges de lignes : Lorna Beresford et Jennifer Cameron |
| 11               | Tirs             | 32               |                                                                               | Arbitrage : Ainslie Gardner Juges de lignes : Lorna Beresford et Jennifer Cameron |

| 4 avril | Grande-Bretagne | 2-4 (1-0, 0-1, 1-3) | Slovénie | Ice Bowl 427 spectateurs |

| Feuille de match | Feuille de match                                   | Feuille de match        | Feuille de match | Feuille de match                                                                   |
| ---------------- | -------------------------------------------------- | ----------------------- | --- | ---------------------------------------------------------------------------------- |
|                  | Culshaw — 19 min 36 s - Lane (Allen) — 56 min 36 s | 1-0 1-1 1-2 1-3 1-4 2-4 | - Blazinšek (Lončar, Pren) — 26 min 18 s (SN) Confidenti (Pren) — 40 min 34 s (SN) Confidenti (Pren) — 42 min 27 s Pren (Confidenti) — 52 min 34 s - | Arbitrage : Sintija Čamane Juges de lignes : Joanna Pobożniak et Oksana Shestakova |
| Jackson          | Gardiens                                           | P. Dukarič              | | Arbitrage : Sintija Čamane Juges de lignes : Joanna Pobożniak et Oksana Shestakova |
| 8 min            | Pénalités                                          | 8 min                   | | Arbitrage : Sintija Čamane Juges de lignes : Joanna Pobożniak et Oksana Shestakova |
| 43               | Tirs                                               | 17                      | | Arbitrage : Sintija Čamane Juges de lignes : Joanna Pobożniak et Oksana Shestakova |

| 5 avril | Corée du Nord | 2-1 (TB) (0-0, 0-1, 1-0, 0-0, 1-0) | Espagne | Ice Bowl 350 spectateurs |

| Feuille de match | Feuille de match                          | Feuille de match | Feuille de match                                 | Feuille de match                                                             |
| ---------------- | ----------------------------------------- | ---------------- | ------------------------------------------------ | ---------------------------------------------------------------------------- |
|                  | - Kim K. — 44 min 50 s Jong — 65 min (TB) | 0-1 1-1 2-1      | Abriquesta (Ramos, Álvarez) — 23 min 35 s (SN) - | Arbitrage : Sintija Čamane Juges de lignes : Lorna Beresford et Amy Campbell |
| So               | Gardiens                                  | Gonzalo          |                                                  | Arbitrage : Sintija Čamane Juges de lignes : Lorna Beresford et Amy Campbell |
| 8 min            | Pénalités                                 | 8 min            |                                                  | Arbitrage : Sintija Čamane Juges de lignes : Lorna Beresford et Amy Campbell |
| 22               | Tirs                                      | 39               |                                                  | Arbitrage : Sintija Čamane Juges de lignes : Lorna Beresford et Amy Campbell |

| 5 avril | Australie | 1-6 (1-1, 0-3, 0-2) | Slovénie | Ice Bowl 243 spectateurs |

| Feuille de match | Feuille de match                                | Feuille de match            | Feuille de match | Feuille de match                                                                   |
| ---------------- | ----------------------------------------------- | --------------------------- | --- | ---------------------------------------------------------------------------------- |
|                  | - van der Wolf (Clark-Crumpton) — 10 min 50 s - | 0-1 1-1 1-2 1-3 1-4 1-5 1-6 | Blazinšek (Pren) — 5 min 55 s - Pren (Blazinšek) — 20 min 30 s Confidenti (Pren, Blazinšek) — 25 min 8 s (SN) Pren (Confidenti, Blazinšek) — 34 min 9 s Blazinšek (Pren, Confidenti) — 43 min 52 s Pren (Confidenti, Lončar) — 56 min 26 s | Arbitrage : Vanessa Morin Juges de lignes : Joanna Pobożniak et Ekaterina Smirnova |
| Coonan           | Gardiens                                        | P. Dukarič                  | | Arbitrage : Vanessa Morin Juges de lignes : Joanna Pobożniak et Ekaterina Smirnova |
| 8 min            | Pénalités                                       | 6 min                       | | Arbitrage : Vanessa Morin Juges de lignes : Joanna Pobożniak et Ekaterina Smirnova |
| 35               | Tirs                                            | 33                          | | Arbitrage : Vanessa Morin Juges de lignes : Joanna Pobożniak et Ekaterina Smirnova |

| 5 avril | Grande-Bretagne | 3-2 (pr) (0-0, 2-1, 0-1, 1-0) | Mexique | Ice Bowl 485 spectateurs |

| Feuille de match | Feuille de match                                                                                                  | Feuille de match    | Feuille de match                                                              | Feuille de match                                                               |
| ---------------- | --- | ------------------- | ----------------------------------------------------------------------------- | ------------------------------------------------------------------------------ |
|                  | - Marsden (Headland) — 33 min 2 s Allen (Pearson, Traill) — 35 min 19 s - Lewis (Farman, Towns) — 61 min 2 s (SN) | 0-1 1-1 2-1 2-2 3-2 | Téllez (G. Roajs, J. Rojas) — 23 min 52 s - G. Rojas (Téllez) — 44 min 23 s - | Arbitrage : Ainslie Gardner Juges de lignes : Jennifer Cameron et Wong Tsui Yi |
| Bolwell          | Gardiens | Rentería            |                                                                               | Arbitrage : Ainslie Gardner Juges de lignes : Jennifer Cameron et Wong Tsui Yi |
| 4 min            | Pénalités | 4 min               |                                                                               | Arbitrage : Ainslie Gardner Juges de lignes : Jennifer Cameron et Wong Tsui Yi |
| 43               | Tirs | 11                  |                                                                               | Arbitrage : Ainslie Gardner Juges de lignes : Jennifer Cameron et Wong Tsui Yi |

| 7 avril | Mexique | 7-4 (0-1, 3-1, 4-2) | Australie | Ice Bowl 262 spectateurs |

| Feuille de match | Feuille de match | Feuille de match                            | Feuille de match | Feuille de match                                                         |
| ---------------- | --- | ------------------------------------------- | --- | ------------------------------------------------------------------------ |
|                  | - Larios (Amaya, Cardenas) — 24 min 23 s Chavez (Gonzalez, Tellez) — 27 min 16 s (SN) Gonzalez (Ayala, Tellez) — 34 min 31 s (SN) J. Rojas (Tellez) — 47 min 31 s G. Rojas (Gonzalez, Cruz) — 48 min 15 s - Ayala (Tellez) — 51 min 14 s (2 SN) Chavez — 55 min 35 s (IN) - | 0-1 0-2 1-2 2-2 3-2 4-2 5-2 5-3 6-3 7-3 7-4 | Godfrey — 11 min 45 s (SN) Clark-Crumpton (Tihema, van der Wolf) — 20 min 20 s - Godfrey (Moore) — 49 min 24 s - Sammons (Matheson) — 59 min 59 s | Arbitrage : Fu Zhennan Juges de lignes : Lorna Beresford et Wong Tsui Yi |
| Rentería         | Gardiens | Coonan                                      | | Arbitrage : Fu Zhennan Juges de lignes : Lorna Beresford et Wong Tsui Yi |
| 4 min            | Pénalités | 14 min                                      | | Arbitrage : Fu Zhennan Juges de lignes : Lorna Beresford et Wong Tsui Yi |
| 24               | Tirs | 27                                          | | Arbitrage : Fu Zhennan Juges de lignes : Lorna Beresford et Wong Tsui Yi |

| 7 avril | Slovénie | 4-3 (TB) (1-1, 2-2, 0-0, 0-0, 1-0) | Corée du Nord | Ice Bowl 317 spectateurs |

| Feuille de match | Feuille de match | Feuille de match            | Feuille de match                                                                                    | Feuille de match                                                               |
| ---------------- | --- | --------------------------- | --------------------------------------------------------------------------------------------------- | ------------------------------------------------------------------------------ |
|                  | E. Dukarič (Breznik) — 1 min 30 s - Confidenti (Lončar, Pren) — 23 min 42 s (IN) Confidenti (Blazinšek, Pren) — 28 min 57 s - Confidenti — 65 min (TB) | 1-0 1-1 2-1 3-1 3-2 3-3 4-3 | - Jong (Kim Un-h.) — 8 min 27 s - Kim Un-h. (Choe) — 33 min 45 s (IN) Hwang S. — 34 min 18 s (IN) - | Arbitrage : Ainslie Gardner Juges de lignes : Jennifer Cameron et Amy Campbell |
| P. Dukarič       | Gardiens | So                          | | Arbitrage : Ainslie Gardner Juges de lignes : Jennifer Cameron et Amy Campbell |
| 8 min            | Pénalités | 6 min                       | | Arbitrage : Ainslie Gardner Juges de lignes : Jennifer Cameron et Amy Campbell |
| 35               | Tirs | 33                          | | Arbitrage : Ainslie Gardner Juges de lignes : Jennifer Cameron et Amy Campbell |

| 7 avril | Espagne | 1-4 (1-0, 0-1, 0-3) | Grande-Bretagne | Ice Bowl 487 spectateurs |

| Feuille de match | Feuille de match                           | Feuille de match    | Feuille de match | Feuille de match                                                                    |
| ---------------- | ------------------------------------------ | ------------------- | --- | ----------------------------------------------------------------------------------- |
|                  | Moreno (Senac Gómez, Merino) — 5 min 2 s - | 1-0 1-1 1-2 1-3 1-4 | - A. Headland (Lane) — 29 min Allen (Bloom) — 43 min 57 s Marsden (Farman, Bloom) — 55 min 42 s (SN) Bloom (Ashton) — 59 min 19 s (CV) | Arbitrage : Vanessa Morin Juges de lignes : Oksana Shestakova et Ekaterina Smirnova |
| Gonzalo          | Gardiens                                   | Jackson             | | Arbitrage : Vanessa Morin Juges de lignes : Oksana Shestakova et Ekaterina Smirnova |
| 6 min            | Pénalités                                  | 6 min               | | Arbitrage : Vanessa Morin Juges de lignes : Oksana Shestakova et Ekaterina Smirnova |
| 19               | Tirs                                       | 37                  | | Arbitrage : Vanessa Morin Juges de lignes : Oksana Shestakova et Ekaterina Smirnova |

| 8 avril | Slovénie | 7-1 (4-1, 2-0, 1-0) | Mexique | Ice Bowl 153 spectateurs |

| Feuille de match | Feuille de match | Feuille de match                | Feuille de match                       | Feuille de match                                                                |
| ---------------- | --- | ------------------------------- | -------------------------------------- | ------------------------------------------------------------------------------- |
|                  | - Lončar (Pren, Blazinšek) — 14 min 59 s (SN) Pren (Blazinšek, Lončar) — 16 min 44 s Pren (Lončar, Porekar) — 17 min 30 s Blazinšek (Confidenti, Pren) — 18 min 59 s Blazinšek (Confidenti, Pren) — 36 min 56 s Confidenti — 39 min 59 s E. Dukarič (Pezdir) — 44 min 40 s | 0-1 1-1 2-1 3-1 4-1 5-1 6-1 7-1 | J. Rojas (Téllez) — 10 min 51 s (SN) - | Arbitrage : Ainslie Gardner Juges de lignes : Oksana Shestakova et Wong Tsui Yi |
| P. Dukarič       | Gardiens | Rentería                        |                                        | Arbitrage : Ainslie Gardner Juges de lignes : Oksana Shestakova et Wong Tsui Yi |
| 4 min            | Pénalités | 4 min                           |                                        | Arbitrage : Ainslie Gardner Juges de lignes : Oksana Shestakova et Wong Tsui Yi |
| 26               | Tirs | 23                              |                                        | Arbitrage : Ainslie Gardner Juges de lignes : Oksana Shestakova et Wong Tsui Yi |

| 8 avril | Australie | 2-3 (1-1, 1-0, 0-2) | Espagne | Ice Bowl 218 spectateurs |

| Feuille de match | Feuille de match                                                                                  | Feuille de match    | Feuille de match | Feuille de match                                                                |
| ---------------- | ------------------------------------------------------------------------------------------------- | ------------------- | --- | ------------------------------------------------------------------------------- |
|                  | van der Wolf (Clark-Crumpton) — 3 min 1 s - McFadden (Sammons, van der Wolf) — 38 min 57 s (SN) - | 1-0 1-1 2-1 2-2 2-3 | - Senac Gómez (Muñoz, V. Abrisqueta) — 14 min 4 s (SN) - Rovero (Moreno, L. López) — 49 min 28 s Ramos (Martin) — 58 min 30 s | Arbitrage : Sintija Čamane Juges de lignes : Amy Campbell et Ekaterina Smirnova |
| Atkins           | Gardiens                                                                                          | López               | | Arbitrage : Sintija Čamane Juges de lignes : Amy Campbell et Ekaterina Smirnova |
| 6 min            | Pénalités                                                                                         | 8 min               | | Arbitrage : Sintija Čamane Juges de lignes : Amy Campbell et Ekaterina Smirnova |
| 21               | Tirs                                                                                              | 24                  | | Arbitrage : Sintija Čamane Juges de lignes : Amy Campbell et Ekaterina Smirnova |

| 8 avril | Grande-Bretagne | 2-1 (0-1, 2-0, 0-0) | Corée du Nord | Ice Bowl 675 spectateurs |

| Feuille de match | Feuille de match                                         | Feuille de match | Feuille de match             | Feuille de match                                                                 |
| ---------------- | -------------------------------------------------------- | ---------------- | ---------------------------- | -------------------------------------------------------------------------------- |
|                  | - Lane — 27 min 49 s Douglas (Towns, Hill) — 34 min 40 s | 0-1 1-1 2-1      | Jang (Kim H.) — 2 min 59 s - | Arbitrage : Vanessa Morin Juges de lignes : Jennifer Cameron et Joanna Pobożniak |
| Jackson          | Gardiens                                                 | So               |                              | Arbitrage : Vanessa Morin Juges de lignes : Jennifer Cameron et Joanna Pobożniak |
| 4 min            | Pénalités                                                | 4 min            |                              | Arbitrage : Vanessa Morin Juges de lignes : Jennifer Cameron et Joanna Pobożniak |
| 22               | Tirs                                                     | 13               |                              | Arbitrage : Vanessa Morin Juges de lignes : Jennifer Cameron et Joanna Pobożniak |

## Classement
Pour les significations des abréviations, voir statistiques du hockey sur glace.
| Clt   | Équipe          | PJ | V | VP | D | DP | BP | BC | Diff | Pts |
| ----- | --------------- | -- | - | -- | - | -- | -- | -- | ---- | --- |
| +001, | Slovénie        | 5  | 3 | 1  | 0 | 1  | 24 | 11 | +13  | 12  |
| +002, | Grande-Bretagne | 5  | 3 | 1  | 1 | 0  | 13 | 9  | +4   | 11  |
| +003, | Espagne (P)     | 5  | 2 | 1  | 1 | 1  | 11 | 11 | 0    | 9   |
| +004, | Mexique         | 5  | 2 | 0  | 2 | 1  | 14 | 18 | -4   | 7   |
| +005, | Corée du Nord   | 5  | 1 | 1  | 2 | 1  | 12 | 13 | -1   | 6   |
| +006, | Australie       | 5  | 0 | 0  | 5 | 0  | 10 | 22 | -12  | 0   |

- Promu en Division IB en 2020
- Relégué en Division IIB en 2020

## Statistiques individuelles
Pour les significations des abréviations, voir statistiques du hockey sur glace.
| Clt | Joueuse                | Équipe          | PJ | B | A  | Pts | Pun | +/- |
| --- | ---------------------- | --------------- | -- | - | -- | --- | --- | --- |
| 1   | Pia Pren               | Slovénie        | 5  | 6 | 14 | 20  | 0   | +12 |
| 2   | Sara Confidenti        | Slovénie        | 5  | 7 | 7  | 14  | 4   | +13 |
| 3   | Julija Blazinšek       | Slovénie        | 5  | 7 | 6  | 13  | 0   | +12 |
| 4   | Claudia Téllez         | Mexique         | 5  | 2 | 8  | 10  | 0   | -1  |
| 5   | Nina Lončar            | Slovénie        | 5  | 1 | 6  | 7   | 4   | +12 |
| 6   | Joanna Rojas           | Mexique         | 5  | 4 | 2  | 6   | 2   | 0   |
| 7   | Giovanna Rojas         | Mexique         | 5  | 3 | 2  | 5   | 2   | +2  |
| 7   | Kristelle van der Wolf | Australie       | 5  | 3 | 2  | 5   | 0   | -2  |
| 9   | Jong Su-hyon           | Corée du Nord   | 5  | 4 | 0  | 4   | 2   | +3  |
| 10  | Saffron Allen          | Grande-Bretagne | 5  | 2 | 2  | 4   | 2   | +4  |

| Clt | Joueuse         | Équipe          | PJ | Min          | BC | Moy  | %Arr  | Bl |
| --- | --------------- | --------------- | -- | ------------ | -- | ---- | ----- | -- |
| 1   | Pia Dukarič     | Slovénie        | 5  | 310 min      | 10 | 1,94 | 94,29 | 0  |
| 2   | So Jong-sim     | Corée du Nord   | 5  | 289 min 21 s | 9  | 1,87 | 93,23 | 0  |
| 3   | Alba Gonzalo    | Espagne         | 4  | 248 min 59 s | 7  | 1,69 | 93,00 | 1  |
| 4   | Nicole Jackson  | Grande-Bretagne | 4  | 238 min 31 s | 7  | 1,76 | 89,71 | 0  |
| 5   | Mónica Rentería | Mexique         | 5  | 281 min 2 s  | 17 | 3,63 | 88,96 | 0  |
| 6   | Michelle Coonan | Australie       | 4  | 223 min 52 s | 18 | 4,82 | 83,64 | 0  |

Nota : seules sont classées les gardiennes ayant joué au minimum 40 % du temps de jeu de leur équipe.